# 中国驻开普敦总领事馆
中华人民共和国驻开普敦总领事馆，简称中国驻开普敦总领事馆，是中华人民共和国派驻南非开普敦的最高级别外交机构。领区包括西开普省、东开普省和北开普省。